# 프로바이노그나투스
프로바이노그나투스(학명: Probainognathus)는 트라이아스기 후기 현재의 아르헨티나에 살았던 키노돈트이다. 브라질에서 발견된 보나키노돈과 함께 프로바이노그나투스과를 구성한다. 프로바이노그나투스는 비교적 작은 육식성(또는 식충성) 키노돈트이다. 대부분의 키노돈트와 마찬가지로 포유류와 공통점이 많았다.

## 발견사와 명명

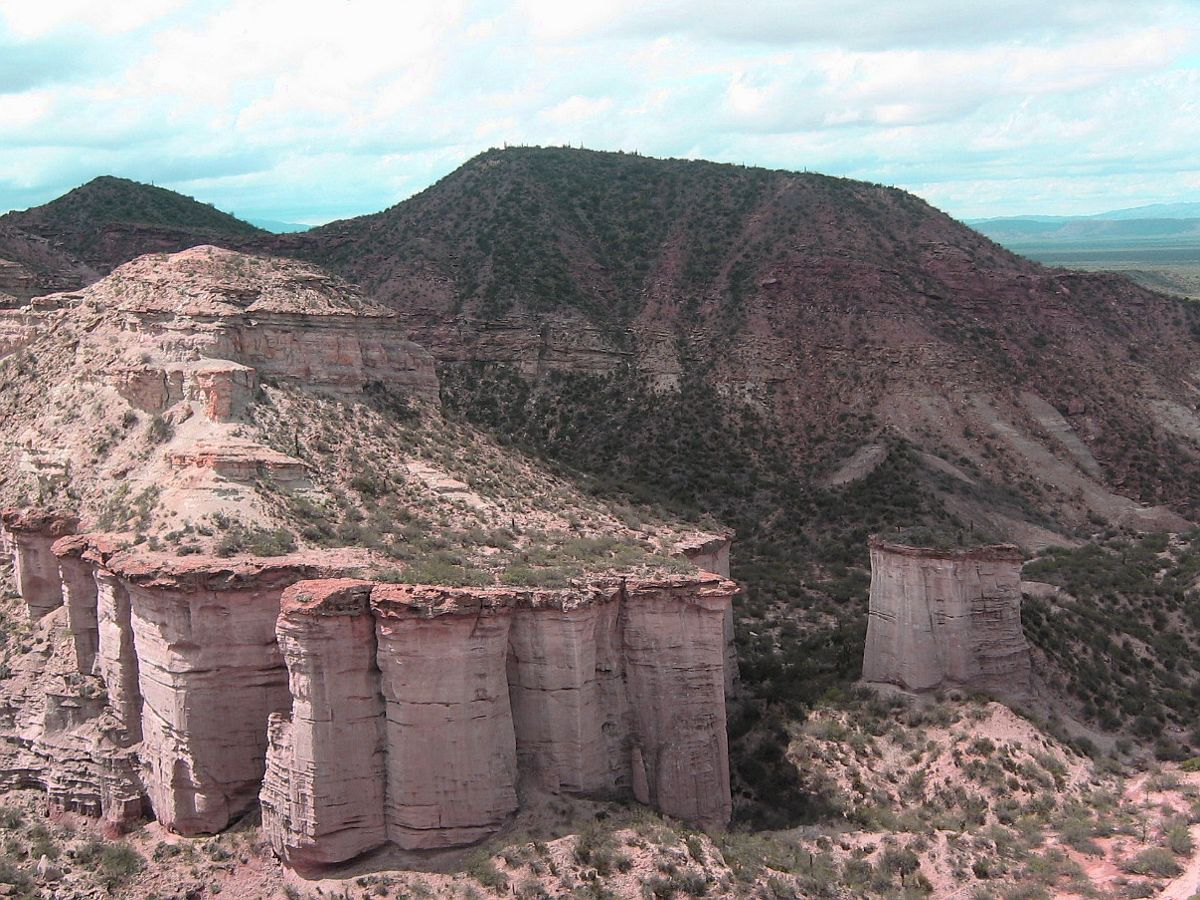
프로바이노그나투스의 흔적이 발견된 아르헨티나의 라 리오야주(La Rioja)의 경관

하버드 대학교 출신 수집가 제임스 A. 젠센(James A. Jensen)이 수장으로 있던 발굴팀이 라 리오야주의 차냐레스 층(Chañares Formation)에서 프로바이노그나투스를 발견하였다. 팀은 캄포 데 탈람파야(Campo de Talampaya)에서 리오 차냐레스 북쪽으로 3km 떨어진 거리에서 이 화석 표본을 채취했다.
프로바이노그나투스 젠세니(학명: Probainognathus jenseni)는 1970년 하버드대의 고생물학자 알프레드 셔우드 로머가 최초로 명명하고 이를 투고하였다. 속명 '프로바이노그나투스'는 이런 의미를 가지고 있는대, 그리스어로 '진보한 턱'이라는 뜻이다. 이는 진보된 턱관절에서 비롯됐다. 종소명 '젠세니'는 제임스 A. 젠센에게 업적을 기리기 위해 수여된 것이다.
아르헨티나 북서부 지방의 이시괄라스토 층의 에서 나온 아성체 두개골 표본인 PVSJ 410는 1994년 호세 보나파르트(José Bonaparte) 및 알프레드 W. 크롬튼(Alfred Wm Crompton)의 기재된 논문에서 프로바이오그나투스의 비교 표본으로 인정받았다. 이후 이어진 연구에서는 PVSJ 410이 프로바이오그나투스보다는 더 파생된 키노돈트에 속할 수도 있음을 보여주었다. 텍사스 대학교 오스틴에서 이 표본을 받아 CT 촬영을 하여 도출한 3D 모델링을 대중이 이용할 수 있도록 하였다.
1994년, 아르헨티나의 라 리오야 국립대학교에서 다른 표본 몇 점과 함께 프로바이노그나투스 젠세니의 모식표본을 누군가가 훔쳐갔다는 기사가 보도되었다.

## 해부적 특징
프로바이노그나투스는 소형 키노돈트로, 쥐 만한 것에서부터 개와 크기가 비슷한 것까지 표본과 출처에 따라 일관되지 않은 식별 크기를 보인다.

### 치아와 식성

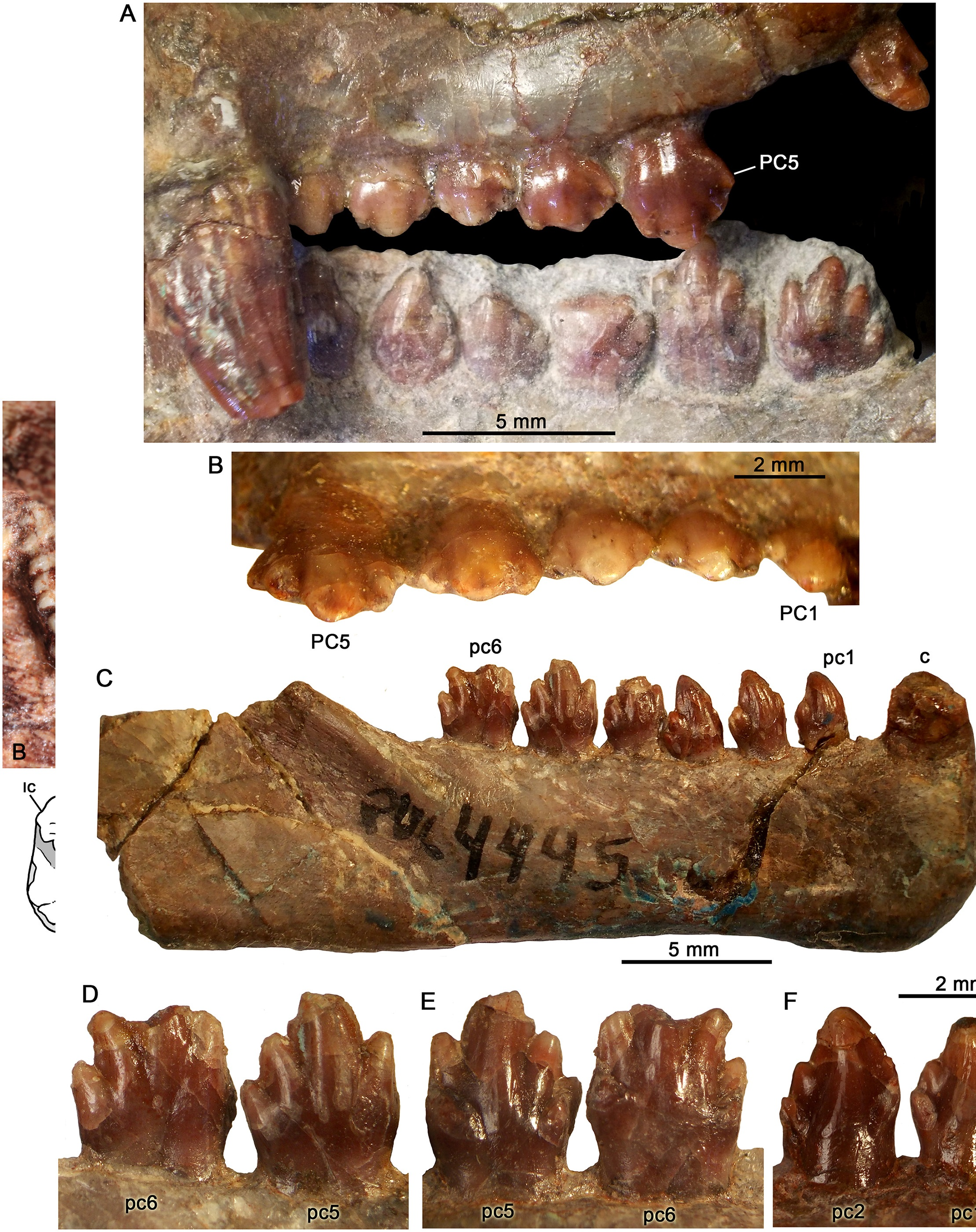
프로파이노그나투스 젠세니의 치아

프로바이노그나투스의 식성은 치아구조를 기반으로 추정해 육식성 또는 충식성으로 여겨진다.
치아에는 끝이 뭉툭하고 일부 발달한 송곳니와 어금니, 수직으로 자리잡은 상전치 4개, 그리고 살짝 앞으로 기울어진 하전치 세 개가 속해 있다. 어금니는 옆으로 보면 가늘어 보이나 앞뒤로 늘어져 있고 치열을 따라 뾰족한 끝 몇 개가 나 있다.

### 뇌
프로바이노그나투스의 두개골을 본 뜬 것을 바탕으로 일부 세부 구조물이 있는 것으로 추정된다. 프로바이노그나투스의 뇌반구는 매우 길쭉하며 후신경구(嗅神經球)와 대뇌 및 뇌소엽이 자리잡고 있다. 다른 조직들 중에는 전구(anterior colliculi)같이 별로 두드러지지 않은 것도 있다. 이러한 특징들로 인해 프로바이노그나투스의 뇌는 시각, 청각, 운동성 및 신체 감각 체계를 잘 발달시켰음을 시사한다. 그리고 전체적으로 프로바이노그나투스의 뇌는 온혈동물로 진화하는 과정임을 알려준다.

### 머리뼈

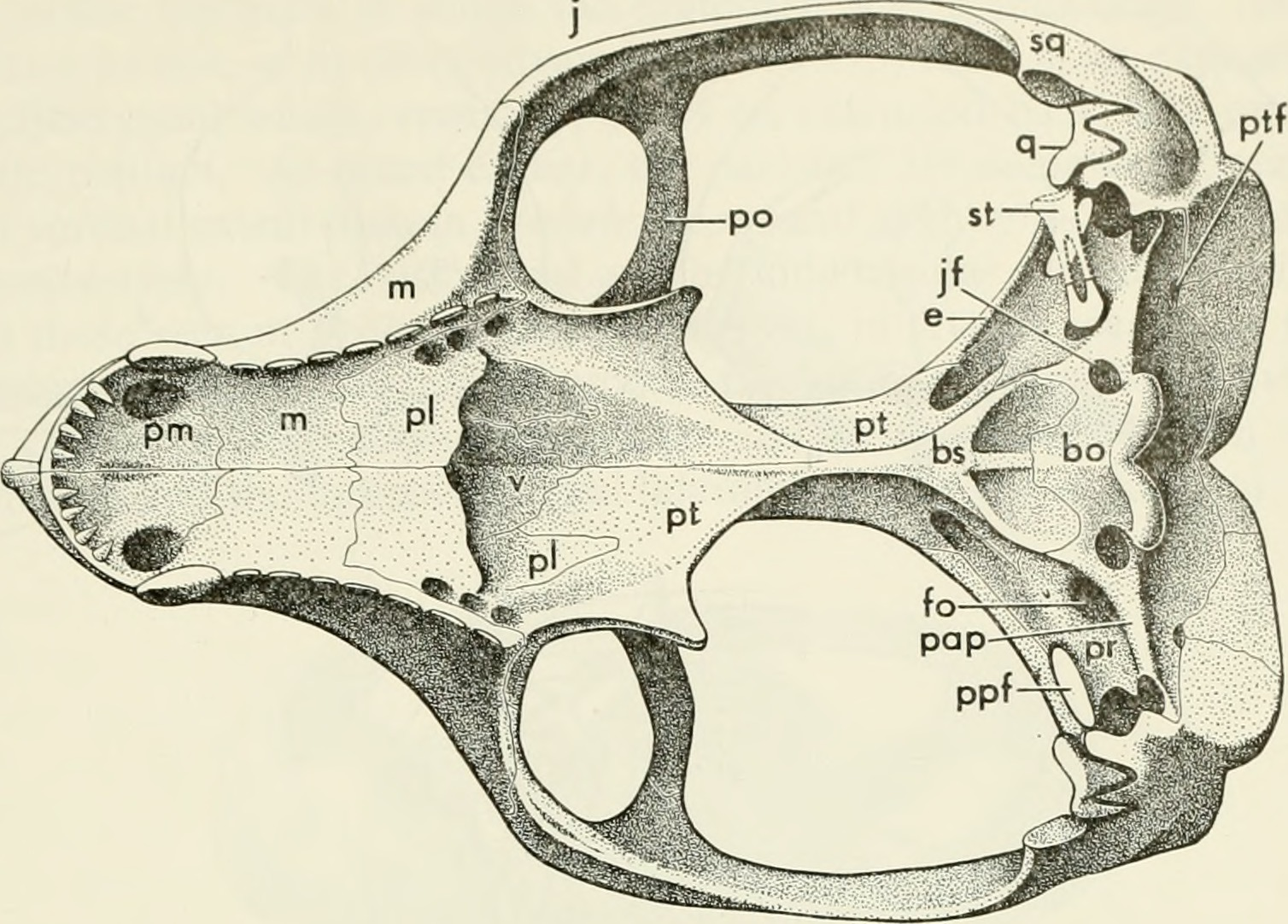
구개 시점으로 본 머리뼈 삽화

프로바이노그나투스의 후비공은 전상악골 방향 너머로 확장해 있고 매우 가늘다. 이 조직의 외형적 취약점으로 인해 여러 표본이 부서진 일이 커, 연구에 지장을 주었다. 그러나 여기에서 몇 가지 특징이 확인되었다. 안와하궁과 접합부궁은 모두 비교적 날카롭게 형성되어 있고 접합부궁에는 뒤쪽으로 편평골의 확장이 있다. 프로바이노그나투스는 치열의 뒤쪽 끝까지 뻗어 있는 길다란 2차 구개를 가지고 있다. 구개골은 다소 협소하며 2차 구개를 크게 확장시킨다. 구개의 좁은 통로로 인해 바로 뒤의 하후견치를 조정하는 공간이 유지된다. 또한 보머는 2차 구개까지 후방으로 뻗어 있고, 커다란 익상돌기(pterygoid flange)도 있다.